# 羅訓
羅訓（1413年—？），字丕訓，江西吉安府吉水縣人，明朝政治人物。進士出身。

## 生平
江西鄉試第六十六名。天順元年（1457年）丁丑科會試第二百十八名，殿試登進士第二甲第六十八名。

## 家族
曾祖羅宗瑞。祖父羅易簡。父亲羅從脩。